# Évêque marin
Pour les articles homonymes, voir Évêque (homonymie).
Un évêque marin ou évêque de mer ou poisson-évêque (en latin : episcopus marinus, vir marinus episcopi specie) est un monstre marin apparu dans plusieurs textes à la Renaissance, décrit comme portant des habits d'évêque ou dont l'apparence rappelait celle de ce dignitaire.  
Mentionné pour la première fois en 1517 par Cornelius Aurelius dans les Diviesekroniek, il est décrit comme un monstre merveilleux, un poisson en tous points comme un homme, comprenant le langage des hommes sans le parler, portant les attributs d'un évêque et notamment la mitre et un chasuble susceptible d'être soulevé jusqu'au-dessus des genoux. Cette dernière précision anatomique relative à la limite de retroussement du chasuble est reprise par quelques sources dont Jarry dans Faustroll.  
Il fut présenté au roi de Pologne en 1431 avant d'être à sa demande muette rendu aux flots pour ne jamais reparaître. L'illustration de l'imprimeur de l'Académie à Leiden - Jan Seversz - apparaît à l'identique à plus de trois reprises dans l'ouvrage : il s'agit d'un même portrait d'évêque en bénédiction, illustrant notamment l'évêque marin et l'évêque d'Utrecht.  
Ce récit initial des Diviesekroniek, constitue la source commune à tous les autres récits. Repris avec plus ou moins d'erreurs notamment sur la date de l’événement, il sera, par souci de crédibilité scientifique, plus ou moins amputé ou déformé par plusieurs naturalistes du XVIe siècle tels que Rondelet, Belon, Coenen ou Gesner. À leur suite, Aldrovandi, Ambroise Paré, Henri de Sponde, le père Fournier, les pères de Trévoux, l'archevêque Carlo Labia ont fait mention de cet être merveilleux. 
Dans le domaine littéraire, l'évêque marin a inspiré Prætorius, Heine, Nerval et Jarry ainsi que de nombreux artistes et illustrateurs y compris de nos jours. Meerbischoff en Allemagne, Zeebisschop aux Pays-Bas, biskup morski ou ryba biskup en Polonais, Sea-bishop ou Bishop-Fish en langue anglaise, Pez Obispo au Mexique, Obispo del Mar en Espagne, 主教鱼 en Chine, et 海坊主 au Japon.
Si les variations autour du récit initial sont de grande amplitude, deux prototypes d'illustration seulement inspirent scientifiques et littéraires depuis bientôt cinq siècles.
Le prototype le plus ancien et le plus repris est le prototype occitan de Guillaume Rondelet dans la version latine de l'histoire entière des poissons parue en 1554 et cité en référence notamment par Gesner, Aldrovandi et Paré. 
Le prototype de François Desprez en 1567 est à peine plus récent. Repris par Sluperius, Coenen et Heins, il est plus proche d'une créature marine que d'un homme. En marge Zahn et Labia le représentent avec un visage humain.

## Genèse

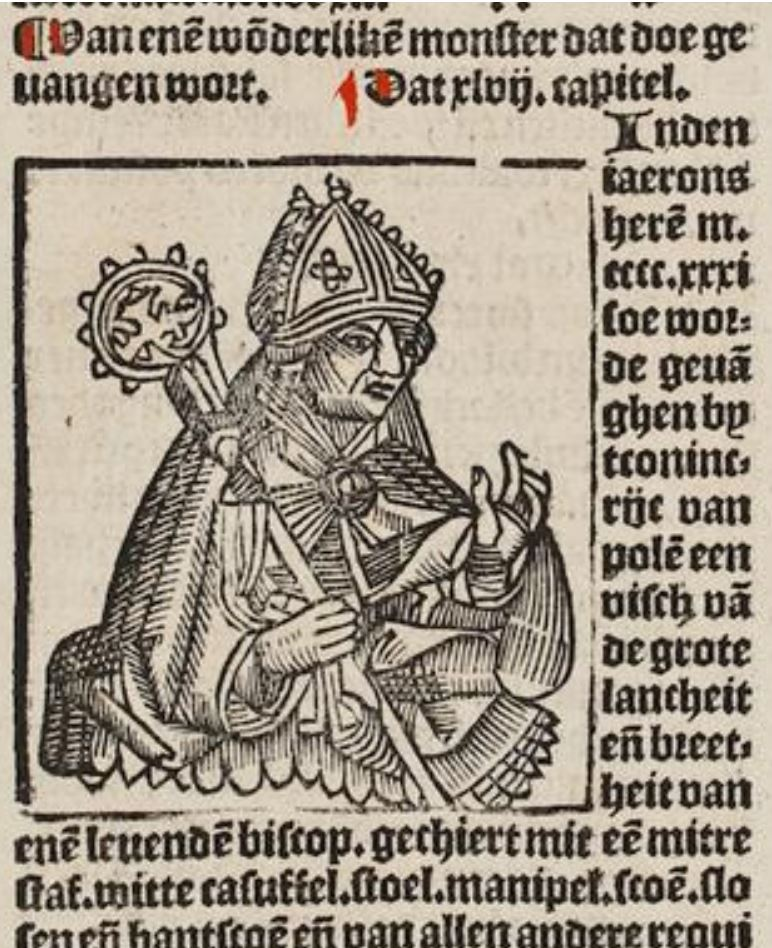
1517, Cornelius Aurelius, Monstre merveilleux en habits d'évêque,Cronycke van Hollandt, Zeelandts and Vrieslant, p. 275v

La genèse de cet être singulier est étudiée en détail par Jac Conradie. L'intégralité des éléments narratifs repris ultérieurement en France, aux Pays-Bas, en Allemagne et en Angleterre par les naturalistes, les géographes et plusieurs auteurs proviennent de cette source unique  les Cronycke van Hollandt, Zeelandts and Vrieslant de Cornelius Aurelius, également connues sous le nom de Diviesiekroniek, imprimées par Jan Severen de Leyden (Johannis à Leydnis ou encore Jan Seversz) pour la première fois en 1517. Jan Seversz dispose alors d'un privilège de 4 ans sur l'ouvrage. 
La vue no 275v initie la narration en ces termes : « Van enen wonderliken monster dat doe gevangen wort. Dat XLVII capitel ». 
La description de Cornelius Aurelius comprend notamment la présentation au roi de Pologne, reprise par Rondelet et la plupart des auteurs ; le chasuble qui se lève jusqu'aux genoux mais pas plus haut, que l'on retrouve chez Sponde et Fournier ; la mitre et autres habits et attributs épiscopaux ; sa capacité à comprendre les hommes sans toutefois parler.
Rondelet, qui est à l'origine de la plupart des autres références à l'évêque marin, mentionne une correspondance entre le physicien Gilbert Hostius (ou Gisberto Germano), à Rome, et le Seigneur Cornelius d'Amsterdam : il puise donc sans doute à cette même source. L'origine de l'illustration de Rondelet reste toutefois un mystère : elle n'a rien de commun avec le portrait donné par les Chroniques. Coenen, dont l'illustration typique du Zeebisschop est similaire à celles de Desprez et Sluperij, cite également les Chroniques.  

## Histoire naturelle et autres sciences
Plusieurs naturalistes ou scientifiques écrivent voire représentent l'évêque de mer :
- En 1555, Pierre Belon[9],[10], dans la nature et la diversité des poissons, p.32, cite pour antécédent Pline (l'ancien) et parle d'un homme marin vu en Norvège, dans des termes proches de ceux de John Stow. Citant ensuite la source des « Annales de Brabans » et du Seigneur Corneille d'Amsterdam dans une lettre à M. Gilbert, physicien romain, il décrit un poisson vêtu d'écailles en façon d'un évêque, portant mitre et attributs pontificaux et qui fut présenté au roi de Pologne en 1531,
- En 1554 et 1558, Guillaume Rondelet[1] précise dans l'Histoire entière des poissons, p. 362 qu'un monstre marin en habit d’Évêque péché en Pologne en 1531, aurait été présenté au roi avant d'être rendu à ses ouailles et à la mer, là où il avait été péché. L'illustration figure un personnage tourné vers la droite du lecteur avec trois doigts levés à la main gauche et l'auriculaire fléchi à la main droite, tel que déjà présenté par Rondelet en 1554 dans Libri de piscibus marinis[11], page 494, et désigné ainsi : « monstrum marinū Episcopi habitu »,
- En 1558, citant Rondelet, François Boussuet illustre et décrit l'évêque marin page 197 dans De natura aquatilium carmen : in alteram partem universae Gulieilmi Rondeletii [12],
- De 1558 à 1604, le naturaliste Suisse Conrad Gesner dans son Historia Animalium, tiré des enseignements de Pierre Belon et Guillaume Rondelet, mentionne un Pisce Episcopi habitu p. 520 de la version en latin du livre III[13], p. 439 pour la version en latin du livre IV[14], et un Episcopus marinus - Ein Meerbischoff page CV pour la version allemande du livre III[15],[16],[17]. Gessner situe l'événement en Pologne en 1531. Il sera repris et cité à de nombreuses reprises,
- Entre 1537 et 1605, Ulyssis Aldrovandi (né en 1522) écrit une histoire des monstres[18] qui sera éditée en 1642, où l'on peut voir page 358 une gravure du « Monstrum marinum rudimenta habitus episcopi referens », dont il fournit la description p. 355, ayant préalablement cité Gesner, Rondelet et Belon comme étant ses sources. Il situe donc l'événement en Pologne en 1531,

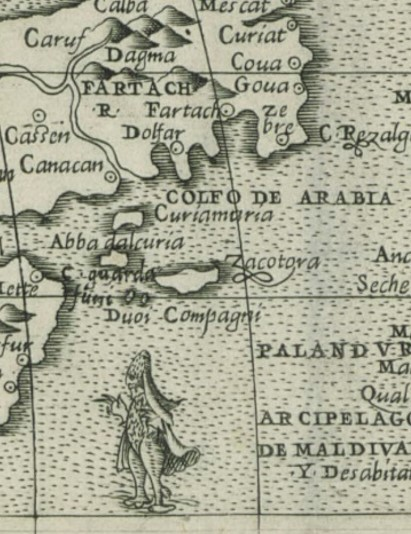
1569, Giovanni Francesco Camocio, évêque marin, Cosmographia Universalis et Exactissima, carte 2

- 1569, Giovanni Francesco Camocio, évêque marin, Cosmographia Universalis et Exactissima, carte 2En 1569, Giovanni Francesco Camocio représente l'évêque de mer entre autres monstres, au large de la Somalie dans Cosmographia Universalis et Exactissima[19] (...), carte no 2,
- En 1575, le médecin Ambroise Paré[3] référence un « Monstre marin ressemblant à un Evesque vestu de ses habits pontificaux » dans ses œuvres avec portraits, p. 840, citant Rondelet et Gesner, présentant une illustration très proche de celle de Rondelet. Dans sa traduction anglaise[20] toutefois, est écrit « a fish in the habite or shape of a bishop » et non pas « a monster »,
- En 1577, Adriaen Coenen[21], p. 191, décrit Den Zeebisschop en précisant qu'il possède un chapeau, une baguette, des pantoufles, une chasuble et des gants. Coenen présente également un poisson-moine, ainsi qu'un cyclope identique à celui illustré par François Desprez[22],
- En 1600, un portrait de l'évêque marin en est donné page 93 de L'histoire universelle des poissons et autres monstres aquatiques[23] : l' « Evesque marin » aurait été pêché en 1531 mais « en la cote de la mer de Boulogne, ainsi qu'a affirmé Amsterodame ». L'imprimeur dans la préface indique avoir compilé plusieurs sources, d'auteurs anciens et modernes : une erreur de retranscription de Pologne en Boulogne ainsi que de Amsterodamo en Amsterodame est donc possible, renvoyant à la p. 520 de la version en latin du livre III Gessner pour le texte, ainsi que pour le dessin tourné vers la gauche du lecteur, auriculaire gauche tendu,
- En 1612 ou tout du moins avant 1643, l'évêque Henri de Sponde[24], en parle sans le représenter dans sa continuation des annales ecclésiastiques, page 276. Il évoque un poisson ayant la forme d'un homme parfait, orné de mitre, d'un bâton pastoral et autres vêtements d'un évêque dont un chasuble qu'on lève jusqu'aux genoux. Il désigne l'auteur des « Croniques de Flandre » comme étant la source de son information,
- En 1643, le père jésuite Georges Fournier dans Hydrographie contenant la théorie et la practique de toutes les parties de la navigation[25], Livre XIX, chapitre XL, p. 820, fait référence à ce poisson et ajoute de nombreux détails pittoresques. Le père Fournier d'après Edouard Brassey[26], écrit : « Dans la mer Baltique vers les côtes de Pologne et de Prusse, on prit environ l'an 1433, un homme marin qui avait entièrement la figure d'un évêque ayant la mitre en tête, la crosse en main, avec tous les autres ornements dont un évêque a coutume d'être revêtu lorsqu'il célèbre la sainte messe. Sa chasuble même se levait facilement jusqu'aux genoux (...) entendant bien ce qui se disait sans toutefois parler. (...) ayant prié le roi qu'on le laissât retourner en mer (...) après avoir salué (...) et donné la bénédiction par un signe de croix qu'il formât, se plongea en mer et ne parut plus. ». Le père Fournier cite deux sources : la grand Chronique de Flandre et Monsieur l'évêque de Sponde dans les annales ecclésiastiques. Il ne produit pas de représentation,
- En 1763, Rousselot de Surgy dans Mélanges intéressants et curieux[27], mentionne l'évêque de mer en référence à Rondelet, Gesner, Fournier et Sponde, sans illustration,
- En 1662, Caspar Schott, jésuite, présente un « Vir Marinus Episcopi Habitu », barbu et souriant, dans Physica curiosa, sive mirabilia naturae et artis libris XII[28], pp. 400-403, citant Belon, Rondelet et Gesner,
- En 1672, John Josselyn[29] mentionne p. 23, le Bishop fish comme une spécificité des mers de Norvège,

- En 1696, Johan Zahn[30] en présente un dessin page 408 (page 1022 dans le document PDF) légendé « vir marinus episcopi specie », pris en 1531 en mer Baltique et présenté au roi Sigismund de Pologne. L'auteur cite ses sources : Majolo, Rondelet, Belon, Aldrovandi et Gesner,

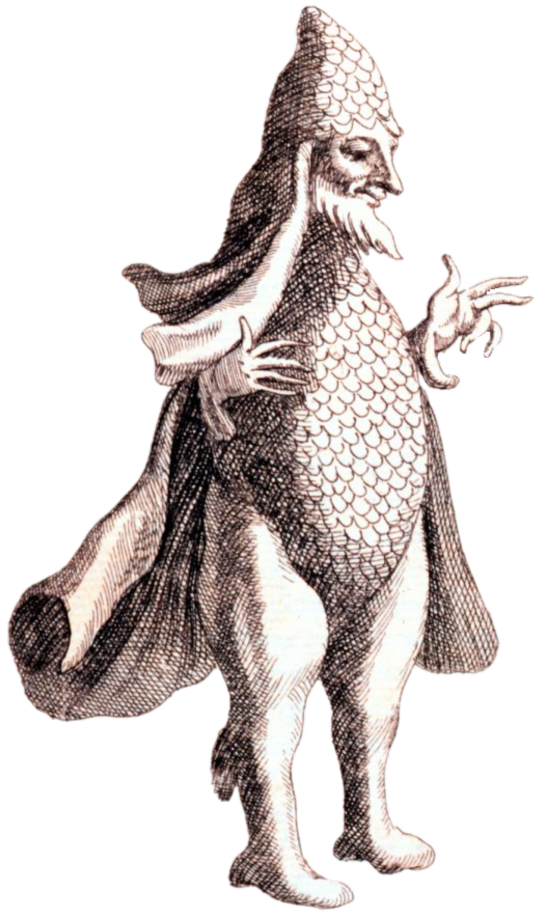
1696, Johannes Zahn, vir marinus, episcopi specie, specula physico-(...)

- 1696, Johannes Zahn, vir marinus, episcopi specie, specula physico-(...)Vers 1700, le Dictionnaire de Trévoux[31] le mentionne à l'entrée Évêque, tome 2, page 1527, puisant à la source[32] des Croniques de Flandres et des annales ecclésiastiques de Henri de Sponde, pour une prise datée de 1433 et située en Pologne qui s'achève par la remise à l'eau. Le poisson-évêque bénit alors les foules d'un signe de croix avant de disparaître. Aucune représentation n'est proposée. Le dictionnaire de Trévoux cite également à l'entrée « Poissons », les auteurs Willughby, Rondelet et Aldrovandi,
- En 1786, L’Histoire des animaux à l’usage des jeunes gens[33], ouvrage anonyme, édité par Rigaud à Hambourg, p. 140 et 141, représente un évêque marin qualifié de monstre marin. Il cite pour sources la grande chronique des Pays-Bas et Aldrovande. Note : l'histoire universelle des poissons de Rigaud est citée pour source à l'entrée poisson moine du dictionnaire de Trévoux,
- L'ouvrage anonyme est réédité en 1799[34], où l'évêque marin figure en page 143,
- En 1863, Collin de Plancy et Jacques Albin-Simon lui consacrent une entrée dans leur dictionnaire infernal, en référence à Aldrovrandus et posant toutefois la question de savoir s'il s'agit d'un conte ou d'un phénomène[35],
- En 1870, Armand Landrin présente un phoque évêque et un fac-simile de la gravure de Guillaume Rondelet dans Les monstres marins[36]. Il précise que « c'est évidemment notre phoque-capucin du Groënland (Stemmatopus cristatus) qui a sur la tête, lorsqu'il est adulte, une sorte de sac mobile, caréné en dessus, et dont il peut se couvrir les yeux et le museau quand il veut. (...) D'autres amphibies que les phoques ont pu produire des illusions et motiver des contes analogues. Ce sont des cétacés : les lamantins et les dugongs.»,
- En 1894, la revue Hardwicke's science-gossip[37] publie p. 64 de son 28ème volume, un article sur l'évêque marin, citant Aldrovandus mais avec une illustration propre à cette revue,

- En 1907, David Starr Jordan cite Rondelet mais propose une illustration spécifique, toutefois avec l'auriculaire fléchi comme sur l'illustration de Rondelet[38],[39].Illustration de David Starr Jordan, A guide to the study of fishes, 1905 et Fishes, 1907

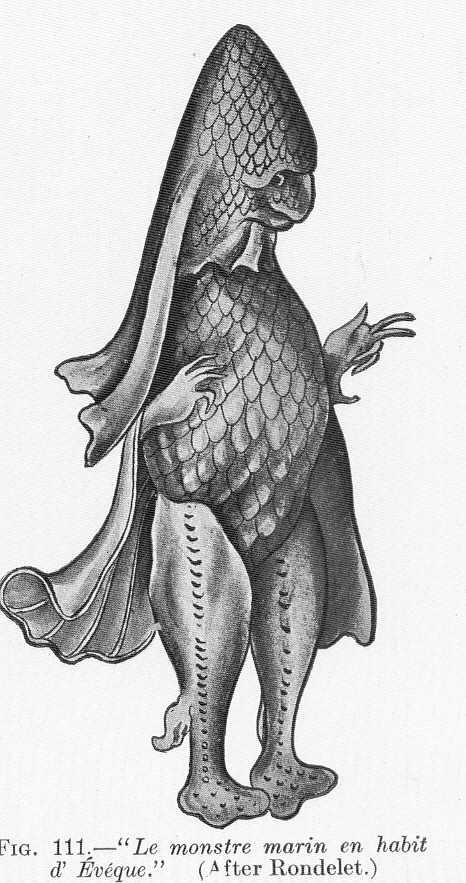
Illustration de David Starr Jordan, A guide to the study of fishes, 1905 et Fishes, 1907

## Histoire littéraire
- En 1517, Die Cronycke van Hollandt, Zeelandt ende Vrieslant, met die cronike der biscoppen van Uutrecht (Divisiekroniek), de Cornelius Aurelius[40], chapitre XLVII, page 275v,
- En 1520, le manuscrit « Cotton Tiberius C iv » des chroniques des Pays-Bas de Jan van Naaldwijk écrites entre vers 1520, mentionnent le poisson évêque à la page 318 de sa retranscription annexée sur CD-Rom au livre de Sjoerd Levelt[41],

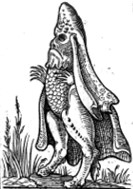
1567, Desprez, Eveque marin, Recueil de la diversité des habits

- 1567, Desprez, Eveque marin, Recueil de la diversité des habitsEn 1567, François Desprez dans son recueil[22] de la diversité des habits, illustre l' « Euesque de mer » page 70 et précise qu'il « ne parlât point bien qu'il porte mitre ». Le dessin est identique à ceux de Jacobus Sluperius et d'Adriaen Coenen, repris en couleurs par la BnF dans son exposition en ligne de 2005 sur la mer. Note : Desprez et Coenen ont également en commun le dessin du cyclope aux longues oreilles,
- En 1569, Jacobus Sluperius[42],[43] dans Omnium fere gentium, produit au chapitre XXXII pp. 47-48 la gravure d'un « Evesque de Mer ». Il précise qu'il ne parle pas bien et qu'il porte mitre,
- En 1578, Guillaume Saluste du Bartas évoque le poisson moine et le poisson-évêque dans La Sepmaine[44], au cinquième jour page 212 : « La mer a tout ainsi que l'élément voisin (...) son Homme (...) son Moyne, et son Prélat » avec en note 21 page 214, mention de « l'Evesque » et référence à Gilbert Hostius, Corneille d'Amsterdam et aux ouvrages de Rondelet et de Gesner.

Les éditions plein chant publient un article très complet avec de nombreuses références à l'évêque de mer dans la littérature, reprises ci-après. 
- En 1601, Zacharias Heyns[46] produit la même illustration que celle de Desprez et Sluperius dans Dracht-Thoneel,
- En 1619, Gregorius Strigenicius[47] (Gregor Strigenitz), pasteur luthérien, mentionne le MeerBischoff trouvé en Pologne en 1531 équipé de tout son matériel épiscopal dans Jonas[48], page 239.b, sans illustration,
- En 1651, Scarron dans Le Virgile travesti[49], en fait la monture de la néréide Spio. (Livre cinquième, p.89).
- En 1666 dans Anthropodemus Plutonicus de Johannes Prætorius[50], pseudonyme de Johann Richter, page 95, sans illustration on peut lire « ein MeerMann (...) der wie ein Bischoff (...) », datant l'événement de l'an 1531 et le situant en Pologne,
- En 1685, l'archevêque Carlo Labia présente l'évêque marin dans Dell'imprese pastorali[51], page 12, sous la forme d'un homme marin couvert d'écailles, portant mitre
- En 1776, Antoine Richer évoque l'évêque-de-mer au tome 27 page 197 de son Histoire Moderne[52], citant Rondelet, Gesner, le père Fournier et Sponde,
- En 1813, Antoine, dans Animaux célèbres[53], p. 122, mentionne l'évêque marin pris en 1433, citant la chronique des Pays-Bas et Aldrovande, sans illustration,
- En 1835 Heinrich Heine, dans De l'Allemagne 2, citant Johannes Prætorius,sans illustration : « un homme océanique, qui avait tout l’air d’un évêque de l’église romaine »,
- En 1838, le Musée des familles : lectures du soir, p. 230-231[54], dédie un article à l'évêque marin. La source citée est l'almanach de Liège, ainsi que Rondelet dont il indique reprendre l'illustration,
- Vers 1850, Gérard de Nerval dans Le diable rouge, almanach cabalistique pour 1850[55], cite Heine et fournit une représentation de l'évêque marin. Il le mentionne également dans son article Histoire véridique du Canard[56],
- En 1870, Chambers reprend l'illustration de Sluperij dans The Book of Days[57], vol 2. p. 311, précisant que présenté au roi, il a demandé à retourner dans son élément et cela lui fut accordé,
- En 1889 Auguste de Belloy[58], sans illustration mentionne le « terrible évêque de mer coiffé de sa mitre phosphorescente », une caractéristique également référencée dans Christophorus Columbus de Ontdekker van Amerika[59], p. 54,
- En octobre 1895 dans L'Ymagier[60], no 4, Octobre 1895, page 35, d'Alfred Jarry et Rémy de Gourmont, évoquent un être capturé sur les cotes de Sologne en 1531, précisant que la figure est tirée du « livre d'Aldrovand ». La ressemblance de silhouette avec Ubu est remarquée et commentée[61],[62],

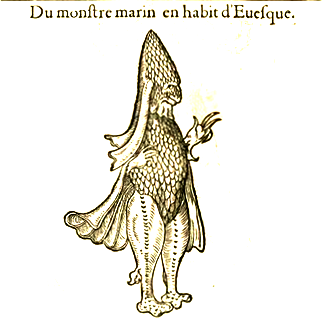
Illustration de Guillaume Rondelet, Histoire entière des poissons 1558
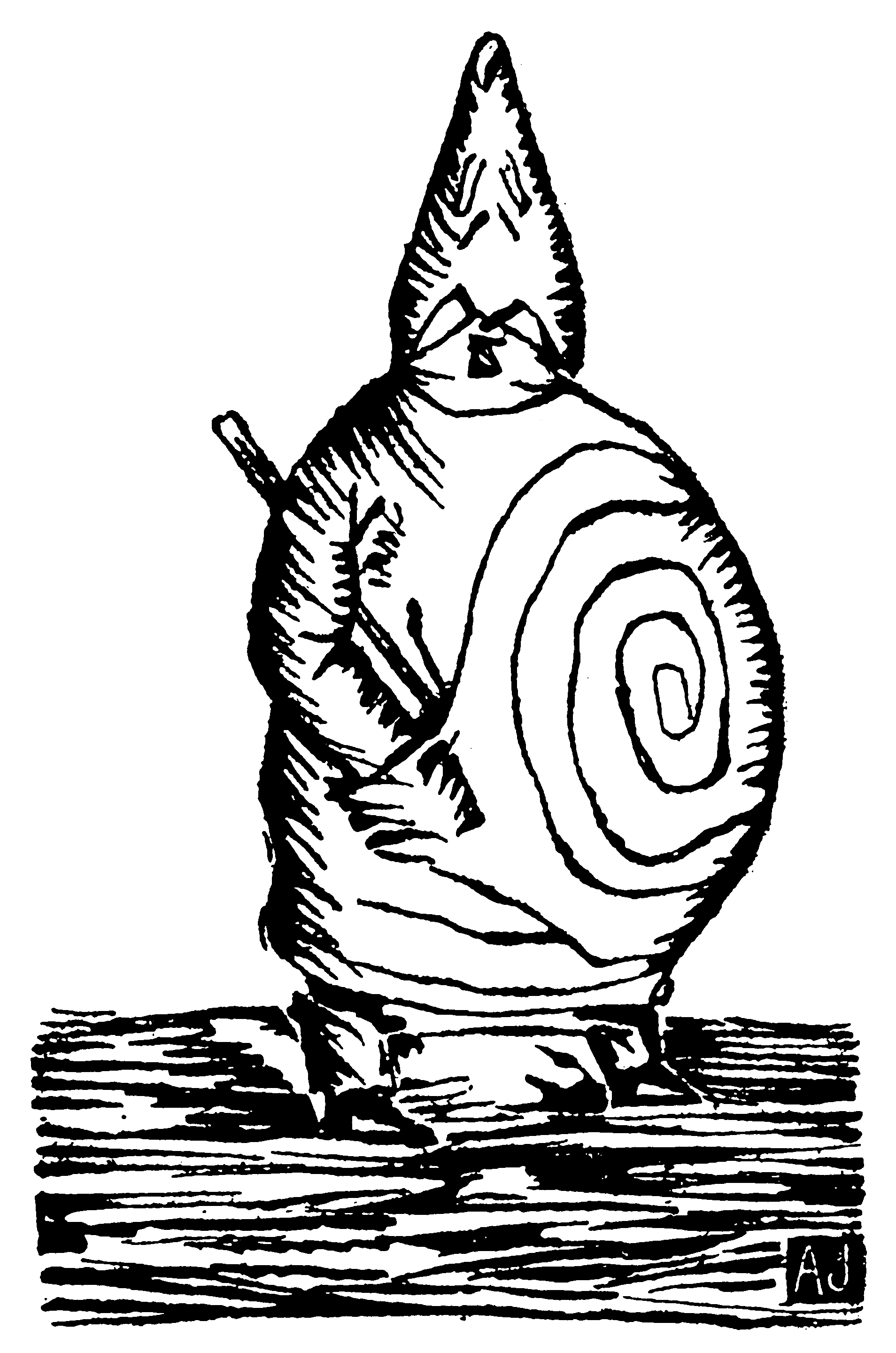
Véritable portrait de Monsieuye Ubu par Alfred Jarry

- En 1898, Alfred Jarry dans Gestes et opinions du Docteur Faustroll, pataphysicien, mentionne l'évêque marin au chapitre XXV « De la marée terrestre et de l’évêque marin Mensonger », et brièvement au chapitre XXXVI « De la ligne ». Jarry précise que son chasuble ne remonte pas au-delà du surgenou, un détail du texte original de Cornelius Aurelius assez peu repris par ailleurs,
- En 1899, Andrew Lang dans son red book of animals stories[63], p. 19, reprend l'histoire de l'évêque de mer trouvé en 1531, sans illustration,
- En 1900, Anatole France dans Histoire contemporaine[64],[65], lui fait côtoyer l'oiseau Rok,
- En 1934, Marguerite Yourcenar dans la mort conduit l'attelage[66], évoque un voyage en mer effectué sur le dos d'un évêque marin.

Notæ : 
- Au premier siècle, Pline l'ancien dans son Histoire Naturelle[67], au livre IX page 360 concernant les animaux aquatiques, paragraphe IV.(V).2, mentionne un homme marin d'une conformation complètement semblable à la nôtre,
- Bien qu'il ne parle ni de poisson-moine ni de poisson-évêque, ni même de mitre, John Stow dans ses Annales or a general chronicle of England[68], page 157 notamment au sujet d'un poisson découvert en 1187, en tous points similaire à un homme, fait prisonnier par Barlemew de Granville puis évadé et reparti en mer.

## Évolution du signifiant
Les signifiants employés établissent tantôt le primat de l'animal ou du monstre, de l'évêque ou de l'homme :
- Il est d'abord animal, ou monstre : poisson, monstre marin caractérisé par son habit ou par sa forme : poisson vêtu d'écailles en façon d'un évêque pour Belon, monstre marin en habit d’Évêque pour Rondelet, Pisce Episcopi habitu pour Aldrovandi ainsi que pour Gessner en 1558 mais pas en 1563, Paré avec son monstre marin ressemblant à un évêque en 1575 dans la version latine, un poisson dans la version anglaise, Henri de Sponde (lui-même évêque de terre) parle de poisson, de même pour les pères de Trévoux, phoque évêque pour Armand Landrin en 1870,
- Il est d'abord évêque, caractérisé secondairement par son habitat marin. C'est le cas pour l'Evesque de mer de Sluperius et de Rousselot de Surgy, l'évêque marin de l'ouvrage anonyme de 1600 et de 1786, pour le musée des familles en 1838, pour Desprez, pour du Bartas, pour Gregor Strigenitz, pour Antoine en 1813, Nerval, Scarron, Jarry. Gessner selon l'édition, parle de Meerwunder et de Monstrum marinum, ou de MeerBisschoff,
- Il est d'abord homme, caractérisé par son habitat marin et ses attributs d'évêque, selon la terminologie de Pline, pour le père Fournier en 1643, Caspar Schott en 1662, Prætorius en 1666 et Heine, Zahn en 1696. On observe une cohérence entre le signifiant et l'illustration : Schott le représente avec un sourire - le propre de l'homme ? - et Zahn avec un visage humain souriant.

## Des interprétations souvent paradoxales
L'évêque marin inspire et suscite l'invention et la créativité jusque dans les explications rationnelles fournies pour expliquer son apparition. 

### Dénigrer ou justifier l'immanence de l'autorité institutionnelle de l’Église catholique romaine

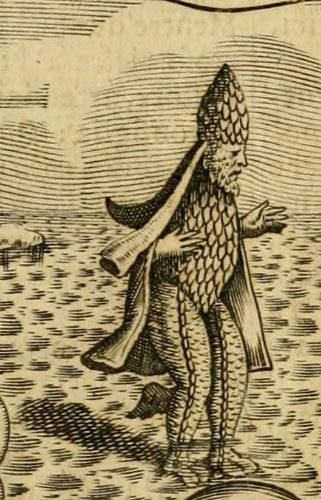
1685, Mgr Carlo Labia, Pesce in forma di vescouo, Impresse Pastorali, p12

A l'occasion de son exposition sur la mer, la Bibliothèque nationale de France (voir liens externes) reproduit une gravure de poisson-évêque de Sluperij recolorisée, puis cite les écrits de Guillaume Rondelet avant de proposer cette interprétation : « N'est-ce pas aussi, en ces temps de Réforme [protestante], un pied de nez au clergé catholique ? ».
Cette interprétation se trouve renforcée par la lecture des pages 361 et 362 de l'ouvrage de Rondelet concernant le poisson-moine. Il y est en effet représenté un « Monstre marin en habit de moine » décrit en ces termes bien peu flatteurs : « En noſtre tems en Nortuege, on a pris un monſtre de mer (...) tous ceux qui le virent incontinent lui dŏnerent le nom de Moine car il auoit la face d'home, mais ruſtique é malgratieuſe, la teſte raſe é lize. »
Toutefois, montrer que chez les poissons aussi il y a des évêques et des moines, peut être interprété au contraire comme la validation de l'institution ecclésiale, immanence d'une volonté divine applicable à tous les êtres vivants semblablement. C'est l'usage qu'en fait l'archevêque Carlo Labia, voir Dell' Impresse pastorali, page 12.

### Monstre et évêque: l'imaginaire chrétien
Pour Michel Pastoureau aux XIIe et XIIIe siècles, « l’image que se font alors de la mer les clercs et leurs lecteurs, les prédicateurs et leurs ouailles, est encore très proche de celle que met en scène la Bible : une mer terrible, un monde de chaos et de mort, où agissent des puissances démoniaques qui se déchaînent contre les hommes et contre les moines. » 
Désigné ici comme monstre marin, là comme évêque de mer, cet être singulier est ainsi à la fois inférieur (poisson, monstre) et supérieur (évêque) au vulgaire.

### Oxymore alchimique et hermétique
« L'Onde a comme le Ciel (...) son Moine et son Prélat ». Par ces termes, Du Bartas renvoie de manière très explicite à l'oxymore issue de la table d'émeraude : « Ce qui est en bas est comme ce qui est en haut, et ce qui est en haut est comme ce qui est en bas ». On notera qu'à l'époque de Guillaume Rondelet, la frontière entre alchimie et science n'était pas aussi claire qu'elle ne l'est devenue aujourd'hui, et que Macé Bonhomme, imprimeur de l'ouvrage de Rondelet illustrant l'évêque marin, s'intéressait à l'alchimie,.   

### Observation et non-observation
L'observation de monstres de mer est parfois attribuée à des observations déficientes d'animaux méconnus : le grenadier, le dugong, le phoque-capucin du Groënland (Cystophora cristata), le sirénien ou lamantin, la Chimaera monstrosa. Or ceux qui ont proposé une illustration de l'évêque marin précisent qu'ils ne l'ont pas observé eux-mêmes. Pour justifier de manière rationnelle que l'évêque-marin n'existe pas, cette explication a donc besoin d'inventer une observation qui n'a pas eu lieu, pour la qualifier de déficiente. Le mythe est déplacé, de la créature observée à l'observateur.

### Extrapolation d'un nom vernaculaire
En 1876-1877, Henri-Frédéric-Paul Gervais indique dans Les poissons, synonymie, description, p. 245, que la pastenague marine ou Trygon Thalassia, de nom scientifique : Bathytoshia centroura, signalée en mers adriatique et méditerranée et dont le corps est d'un beau violet foncé sur le dessus, plus pâle dessous, se nomme poisson-évêque sur les côtes d'Italie. La pastenague vue de dessus, présente une silhouette proche de celle de la créature de Desprez ou de Sluperij vue de dos. 
Nota : en Cornouailles, d'après le docteur Gill-Carey, le weever-fish - qui ne ressemble en rien à la pastenague - porte aussi le nom vernaculaire de bishop fish. En Afrique du Sud, l'évêque bleu (bloubiskop) et l'évêque noir (swartbiskop) sont des noms vernaculaires de poissons.

### Transposition chrétienne d'un dieu d'une religion ancienne
Pour Russel et Russel, l'évêque de mer peut constituer une forme d'adaptation chrétienne d'un dieu d'une religion plus ancienne.

### Jenny Haniver
Dans un article de la revue américaine Folklore intitulé The origin of the sea bishop, d'après Karl Shuker, les auteurs suggèrent que l'évêque marin pourrait être une création humaine réalisée à partir de raies modifiées manuellement puis séchées : un Jenny Haniver, tel que celui exposé au musée de Whitby. C'est également la thèse soutenue par l'Académie des sciences en 1829.

## Filiation des sources: éléments narratifs et illustrations
De ce qui précède, on peut reprendre en synthèse la filiation des sources déclarées, l'évolution du signifiant et les différentes représentations.

### Filiation des éléments narratifs
La plupart des auteurs citent leurs sources, ce qui permet d'identifier deux origines commune et une origine inconnue. 
- Belon, Rondelet et Gessner sont contemporains et se fréquentent, leurs ouvrages constituent les sources les plus citées pour les éléments narratifs comme pour l'illustration. Aldrovandi se réfère à eux bien qu'il présente une variante d'illustration. Or, Rondelet précise sa source : une correspondance du physicien Gilberto ou Gisberto Germano et le seigneur Cornelius d'Amsterdam, probablement l'auteur des Chroniques,
- Les chroniques de Flandres ou grandes chroniques des Pays-Bas, sont également citées par les trois auteurs cléricaux que sont Henri de Sponde, Georges Fournier et les pères de Trévoux,
- L'illustration très atypique de Sluperius, Coenen et Desprez, reprise en couleurs par l'exposition de la BnF (voir liens externes) est d'origine non-identifiée et très différente des gravures de Rondelet ou des auteurs cléricaux.

### Filiation des illustrations
Les œuvres citées dans cet articles offrent une quinzaine d'illustrations de l'évêque marin. L'illustration de Guillaume Rondelet, avec un auriculaire fléchi, constitue la source la plus reprise, caractérisée par l'auriculaire de la main intérieure fléchi et non pas droit ou tendu. L'illustration d'Aldrovandi, dont l'auriculaire est droit, constitue également une source reprise à plusieurs reprises. Trois ouvrages anonymes présentent des illustrations peu soignées, dont il est difficile de dire si elles empruntent à Rondelet ou à Aldrovandi. L'illustration de Zahn est atypique. L'illustrations de Desprez, identique à celle de Sluprij reprise par la BnF dans une version colorisée, est en tous points comparable à celle de Coenen. 

#### Illustrations à l'auriculaire fléchi, d'après Rondelet
L'illustration de Guillaume Rondelet en 1554 et 1558 retournée par Gessner, est reprise par Ambroise Paré en 1575 dans la version française de ses œuvres, puis par Nerval vers 1850 et par Armand Landrin en 1870. Cet ensemble se caractérise par la commissure des lèvres qui oblique vers le bas, un majeur et un annulaire accolés ou au moins proche et parallèles ainsi qu'un auriculaire fléchi sur la main contre l'abdomen - main droite pour Rondelet, main gauche pour Gessner.

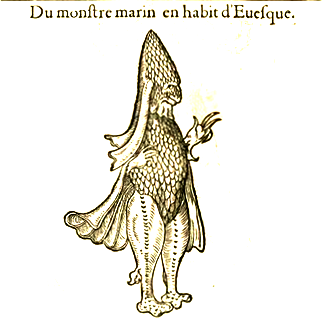
Illustration de Guillaume Rondelet, Histoire entière des poissons 1558
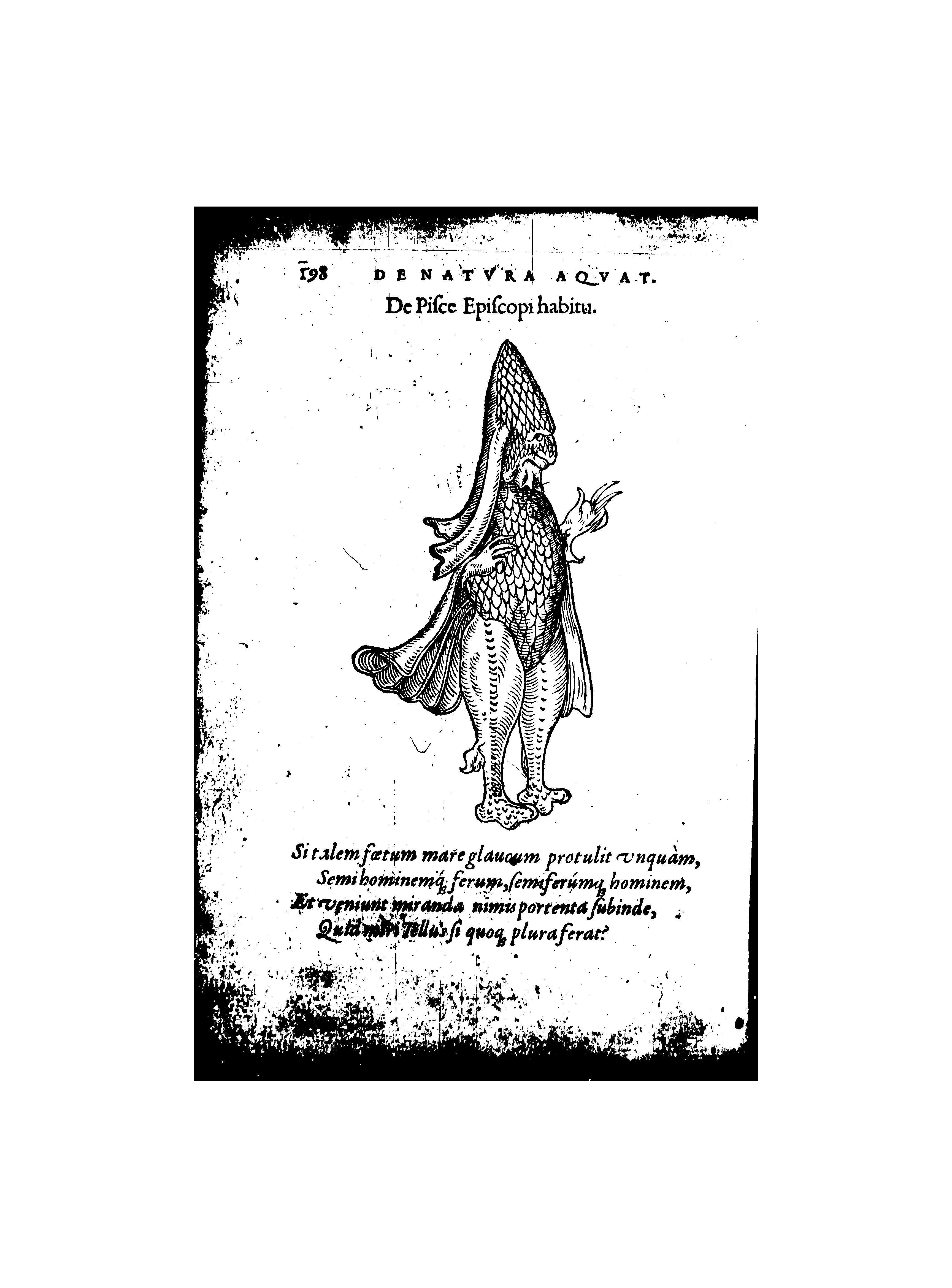
1558, François Boussuet, De Pisce episcopi habitu, De natura aquatilium, p 198
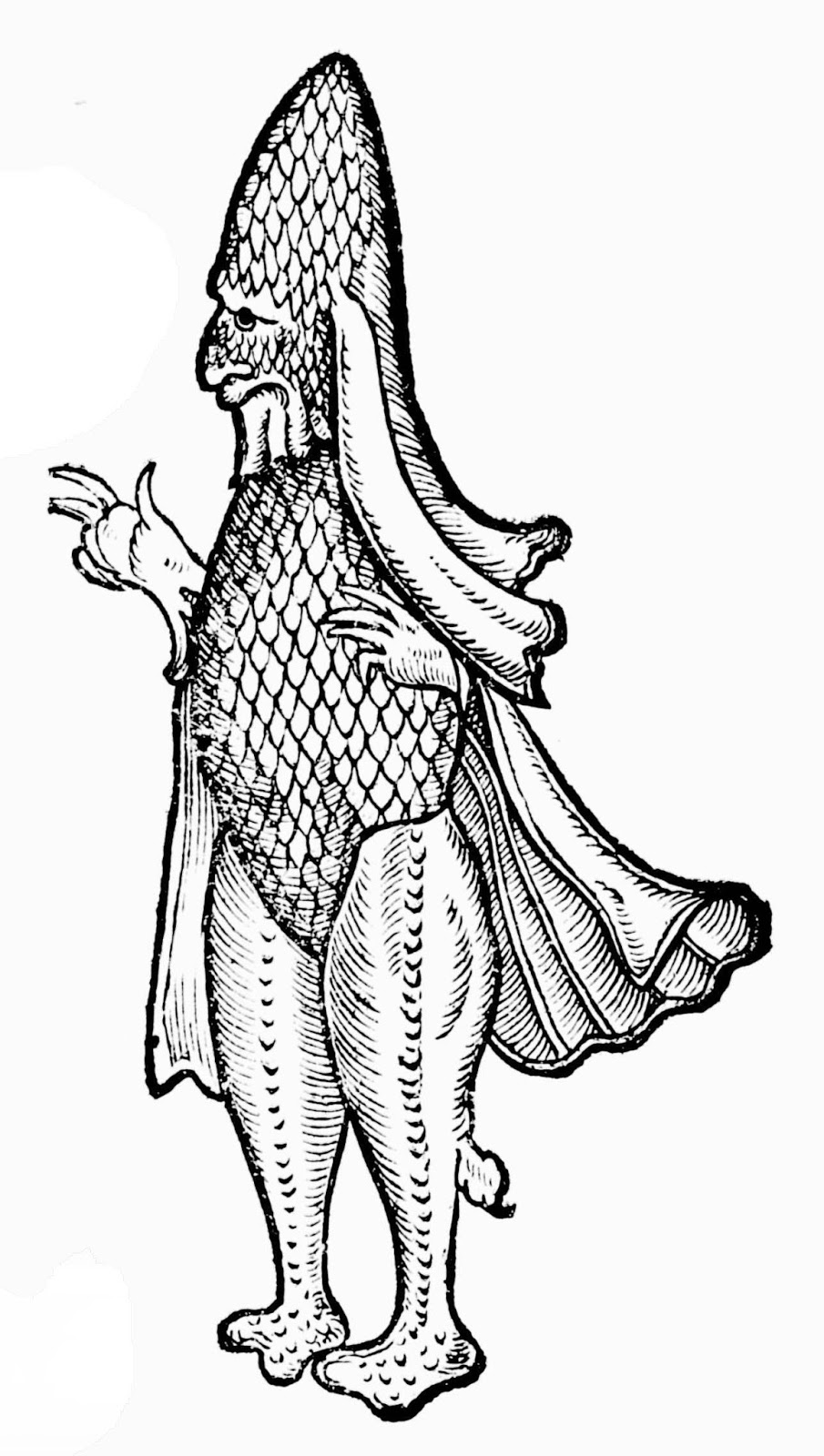
Illustration de Conrad Gessner, Historia Animalium 1575
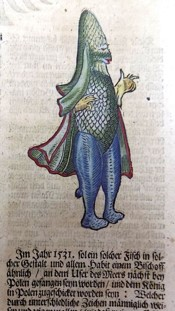
1669, Conrad Gessner, Fisch Bischoff, Eigentliche und lebendige
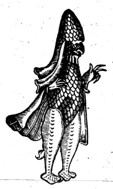
Illustration d'Ambroise Paré, Œuvres (...), 1575
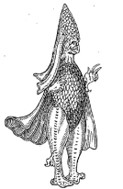
Illustration d'Armand Landrin, Les monstres marins, 1870
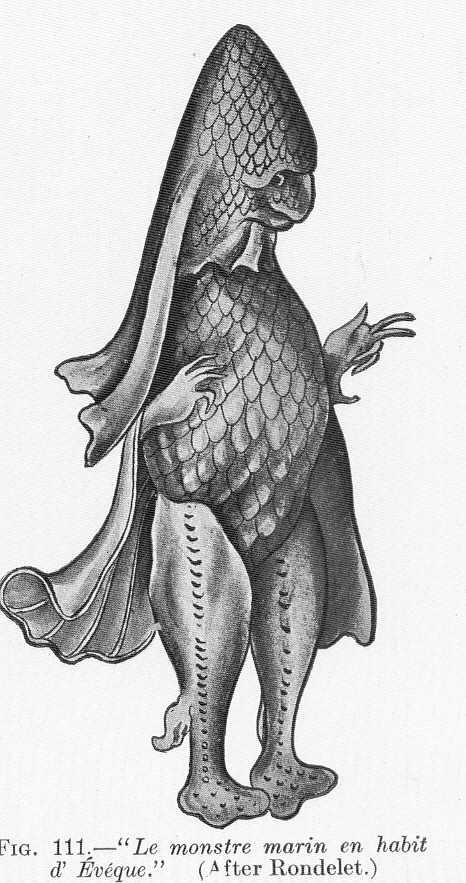
Illustration de David Starr Jordan, A guide to the study of fishes[38], 1905 et Fishes, 1907

#### Illustrations à l'auriculaire tendu, d'après Aldrovandi
Un second ensemble, initié par Aldrovandi, repris par Paré dans sa version anglaise ainsi que par Caspar Schott puis Jarry et Gourmont, présente une gravure dont les doigts de la main contre l'abdomen sont nettement disjoints et dont l'auriculaire tendu, droit.

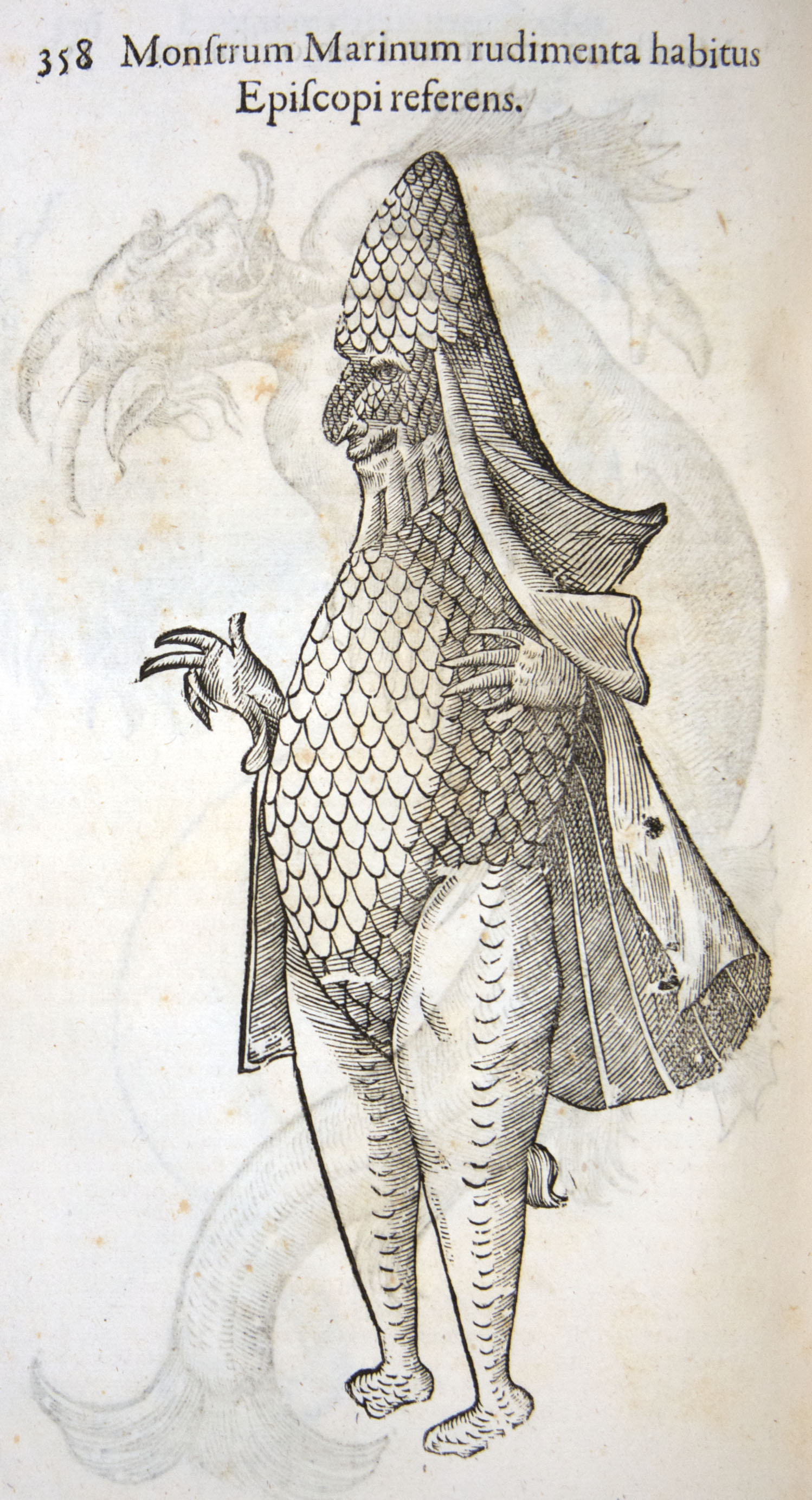
Illustration de Ulyssis Aldrovandi, Monstrorum historia, 1537-1605
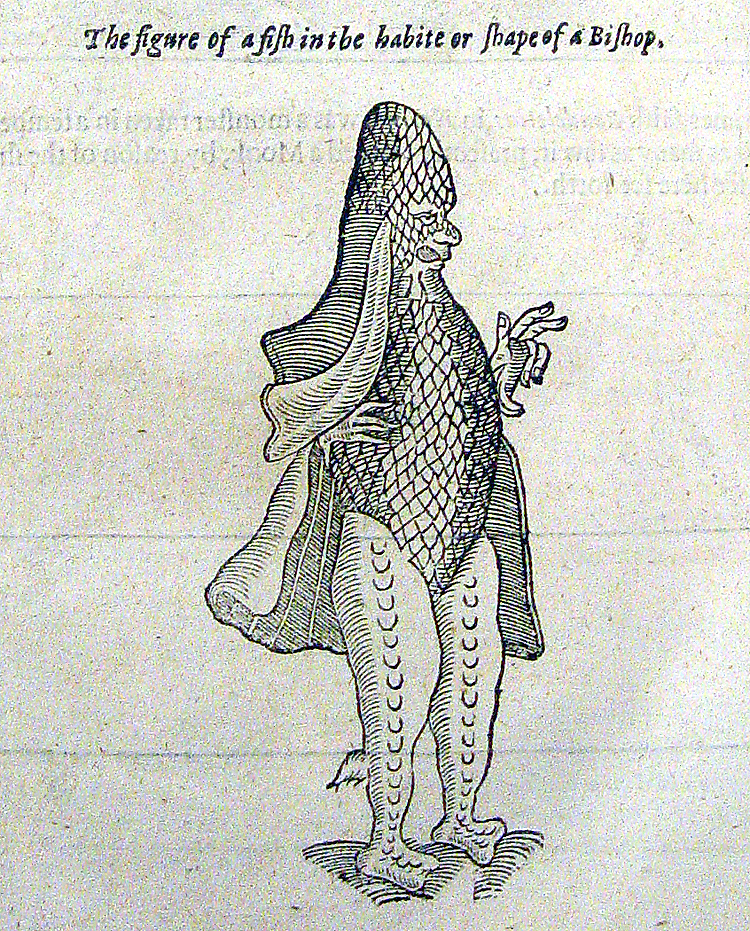
Illustration de Ambroise Paré, Of Monsters and Prodigies, 1634
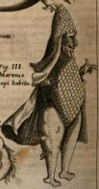
Illustration de Gaspari Schott, Physica curiosa (...), 1662
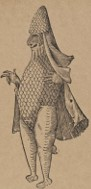
Illustration de René Gourmont, Alfred Jarry, l'Ymagier, 1895
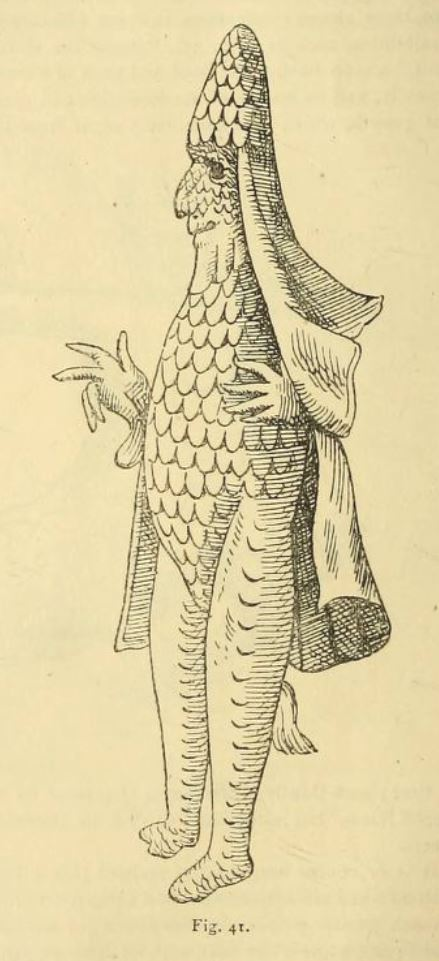
1894, Revue Hardwicke science gossip, Sea-bishop, vol. 28 p. 64

#### Illustrations anonymes de manuels éducatifs
L'histoire universelle des poissons et autres monstres aquatiques de 1600, éditée par les héritiers de Benoist Rigaud à Lyon, présente la plus ancienne gravure de cette série d'illustrations que l'on retrouve dans les nombreuses éditions de l'Histoire des animaux à l'usage des jeunes gens (...), notamment de 1780 à 1812 , imprimées à Lyon, Berlin, Hambourg, ou Avignon. Les trois présentées ci-après affichent un auriculaire tendu, à l'instar de la gravure produite par Rondelet, dans une posture générale qui évoque celle du dessin réalisé par Coenen.

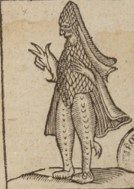
Illustration anonyme, histoire universelle des poissons et autres monstres aquatiques, 1600
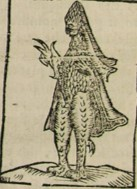
Illustration anonyme, Histoire Des Animaux (…), 1786
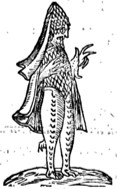
Illustration anonyme, Histoire Des Animaux (…), 1799
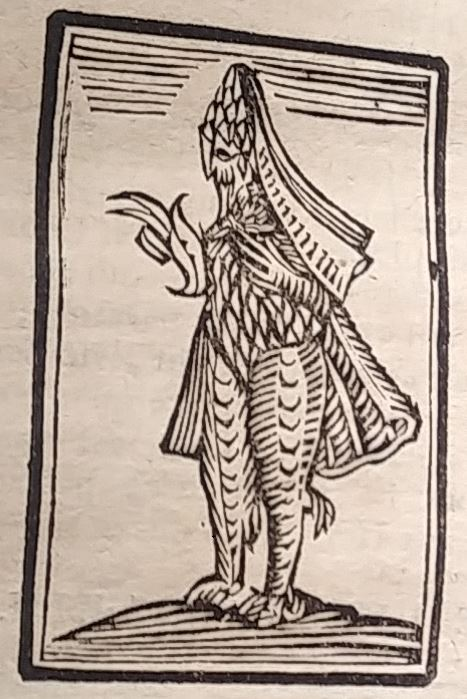
évêque marin, in Histoire des animaux à l'usage des jeunes gens (...), anonyme, Impr. Jean-Albert Joly, Avignon, 1811.

#### L'homme marin de Johannes Zahn, le poisson en forme d'évêque de Carlo Labia
Zahn présente en 1696, dans Specula physico-(...), un Vir marinus episcopi specie stylisé : à la différence des trois premiers ensembles, il n'a aucune écaille sur le visage, par ailleurs expressif, souriant et proche d'un visage humain. Bien que désigné au sommaire de l'ouvrage comme un poisson en forme d'évêque, l'illustration de Carlo Labia en 1685 se rapproche de celle de Zahn.

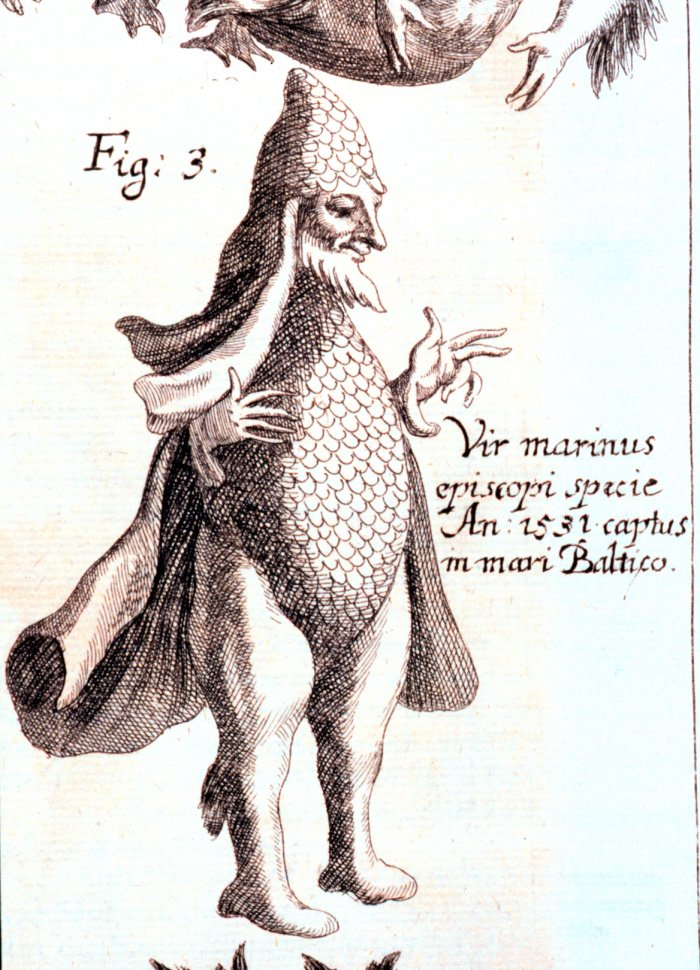
1696, Johannes Zahn, Vir marinus episcopi specie, Specula physico (…)
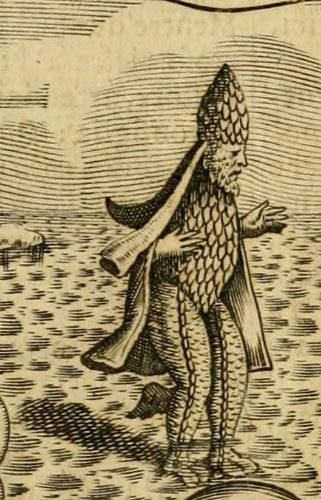
1685, Carlo Labia, Pesce in forma di vescouo, Impresse Pastorali, p12

#### L'évêque aux grands yeux et au long manteau de François Desprez
Desprez en 1567, Sluperius en 1569, Adriaen Coenen entre 1577 et 1580, puis Zacharias Heyns en 1601 représentent l'évêque marin de manière très spécifique, bien distincte des ensembles de gravures présentés plus haut dans cet article. Cette représentation est reprise par la Bibliothèque nationale de France en 2005, dans une version colorée pour son exposition virtuelle sur La mer (voir liens externes). La gravure de Desprez à consulter sur Gallica en haute-définition, est probablement le prototype premier car elle est plus précise et plus complète - un épi végétal de plus au sol - que celles de Sluperius et Heyns. 

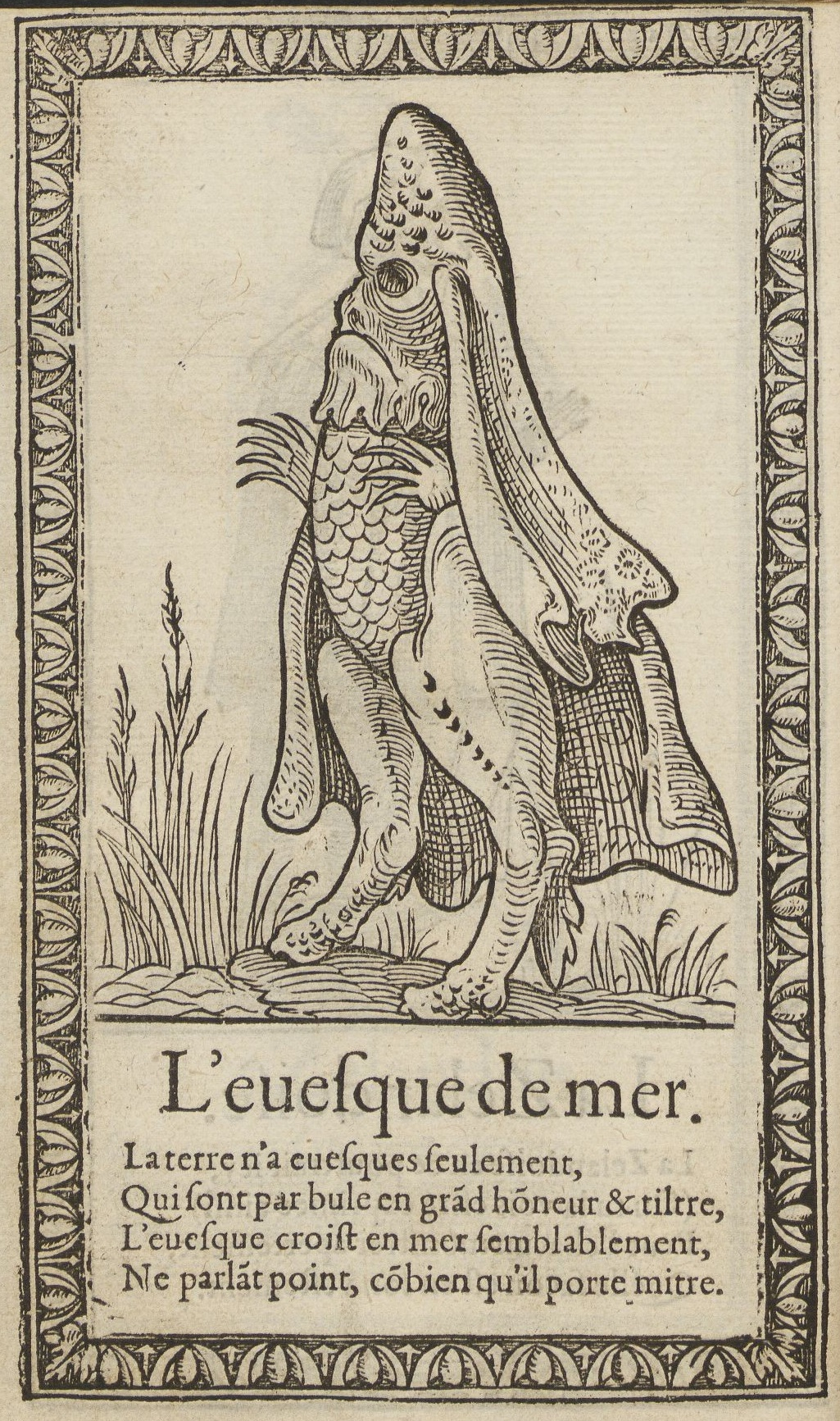
1567, François Desprez, Euesque de mer, Recueil de la diversité des habits
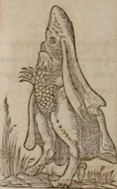
1569, Ioannis Sluperij, Omnium fere gentium (...)
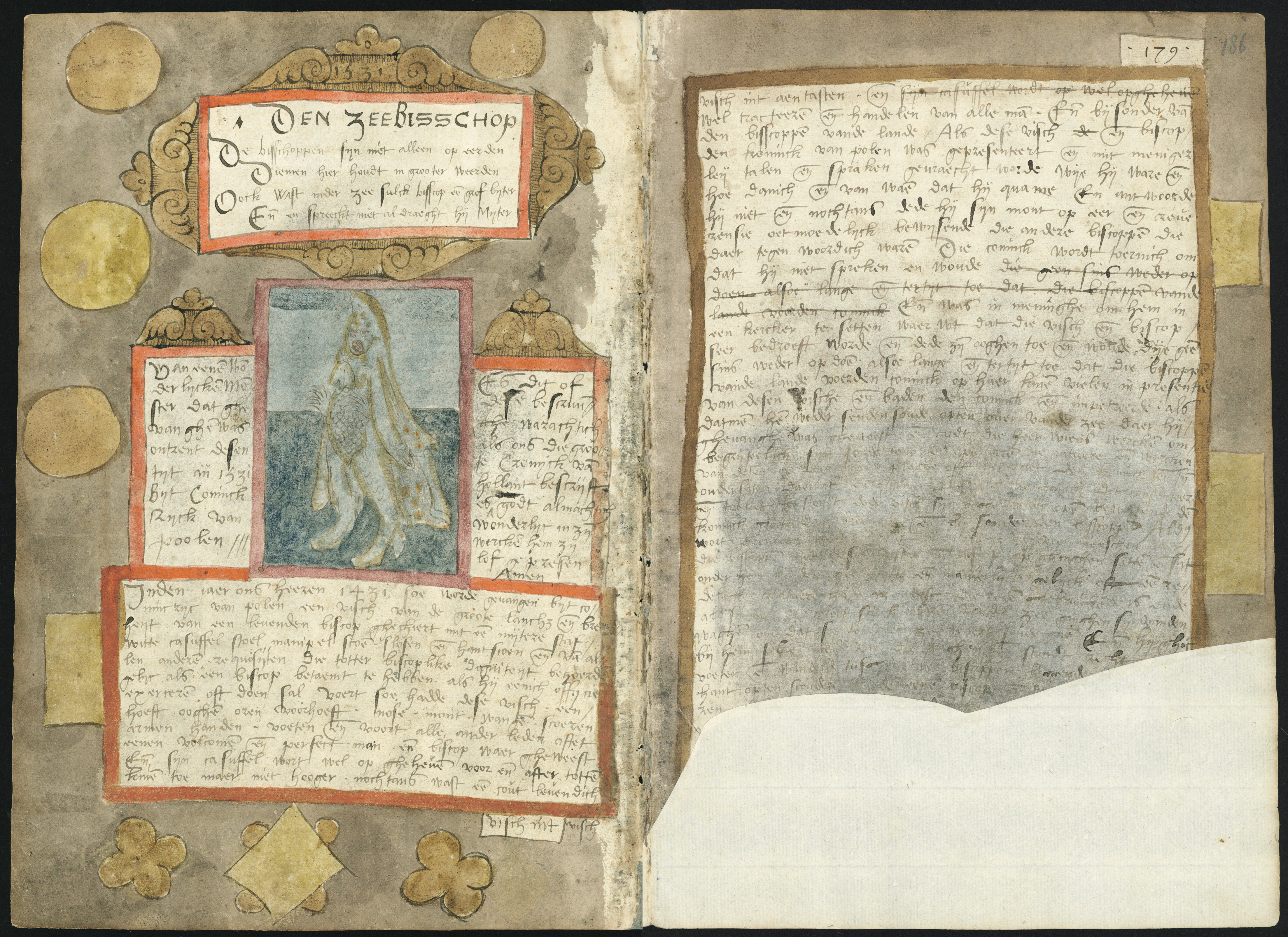
1577, Adriaen Coenen, Visboek, p 191 Zeebisschop
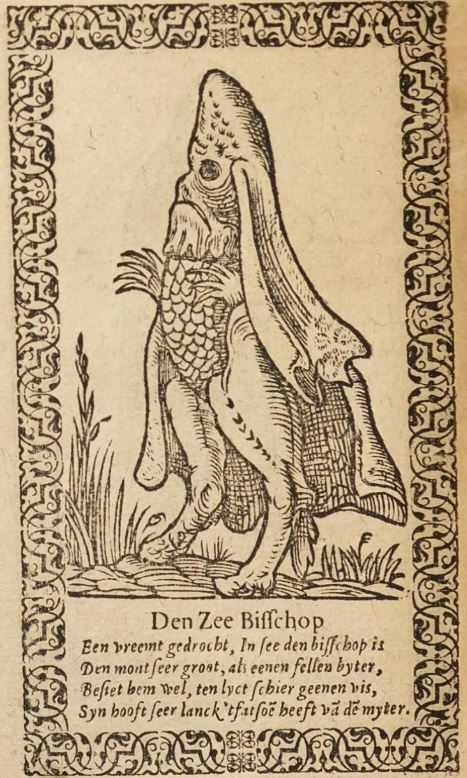
1601, Zacharias Heyns, Den Zee Bisschop, Dracht-Thoneel

## Une enquête à poursuivre
- Si vous ne connaissez pas le sujet, laissez ce bandeau (vous pouvez alors contacter les auteurs).
- Si vous supprimez le contenu mis en cause (vous pouvez préalablement contacter les auteurs),

argumentez précisément cette suppression dans la page de discussion
(un manque de référence n'est pas un argument ; une recherche réelle de référence doit avoir été effectuée, être formellement documentée).
De ce qui précède, il ressort que si les éléments narratifs et les sources citées convergent sans exception vers les grandes chroniques des Pays-Bas de 1517, il demeure au moins un chaînon manquant pour les illustrations : rien de commun en effet, entre la gravure de Guillaume Rondelet qui dit avoir eu communication de ces visuels par un médecin allemand nommé Gisbertus, repris par la suite par tous les bestiaires ultérieurs dont celui d'Ambroise Paré d'une part, et d'autre part l'ensemble initié par les Chroniques et repris par François Desprez, Sluperij, Coenen et Heins et par eux seuls. 
De plus, certaines sources citées n'ont pas été trouvées : un vitrail de Rouen ainsi qu'une mention chez Thomas Cantimpré dans le Liber de natura rerum, livre VI page 34 ; le physicien - ou médecin - Gilbert Hostius (ou Gisberto Germano), à Rome ; Bartlemew de Granville ; les écrits de Majolo ou de Jan van Naaldwijk ; l'ouvrage Christophorus Columbus de Ontdekker van Amerika ou toute autre source qui montrerait que Christophe Colomb a pu rencontrer un évêque marin ; les écrits de Willughby, la carte du monde de Giacomo Gastaldi de 1561 qui présenterait un évêque marin au sud du Japon ou encore l'almanach de Liège, voire - qui sait -  les archives du roi de Pologne Władysław Jagiełło ou de la Reine Marguerite de Valois.

### Dans la culture moderne
- Le poisson-évêque fait partie des personnages d'Alfred Jarry (l'Ymagier, Faustroll) et donc du bestiaire du Collège de 'Pataphysique,
- Dans la série Zelda, les Zoras sont aussi des poissons humanoïdes ressemblant au poisson-évêque,
- Le Poisson évêque (Bishop fish) est un des « monstres de poche », où il bénéficie de nouvelles représentations et d'une nouvelle légende,
- Une vidéo montre comment dessiner l'évêque de mer de Desprez avec des outils numériques,
- L'évêque de mer  (sea bishop) est fille de Poséidon au Japon,
- En Chine on en trouve des représentations modernes féminines,
- L'artiste H.R. Giger a représenté le « Bishop fish » aux côtés du moine de mer, dans son tableau no VI de la série Mordor.